# Wilfried Bolewski
Wilfried Bolewski (* 18. März 1943 in Berlin) ist ein ehemaliger deutscher Diplomat, der unter anderem zwischen 1993 und 1997 Botschafter in Jamaika sowie von 2003 bis 2006 stellvertretender Chef des Protokolls im deutschen Auswärtigen Amt war.

## Leben
Bolewski begann nach dem Abitur ein Studium der Rechtswissenschaften an der Philipps-Universität Marburg, das er an der Freien Universität Berlin und der Deutschen Hochschule für Verwaltungswissenschaften Speyer fortsetzte. Daneben folgten Auslandsstudienaufenthalte an der Universität Genf, De Haagse Hogeschool sowie der University of Cambridge. Nachdem er 1967 die Erste juristische Staatsprüfung abgeschlossen hatte, legte er 1970 seine Zweite juristische Staatsprüfung ab. 1971 beendete er seine Promotion zum Dr. jur. an der Rechts- und Staatswissenschaftlichen Fakultät der Philipps-Universität Marburg mit der Dissertation Zur Bindung deutscher Gerichte an Äußerungen und Maßnahmen ihrer Regierung auf völkerrechtlicher Ebene.
1971 wurde Bolewski Rechtsberater der Europäischen Organisation für Kernforschung CERN (Conseil européen pour la recherche nucléaire) in Genf und erwarb dort darüber hinaus 1972 ein Diplom des Graduate Institute of International Studies der Universität Genf. 1972 trat er in den höheren auswärtigen Dienst ein und war zunächst Mitarbeiter am Generalkonsulat Mailand sowie im Anschluss von 1973 bis 1977 Mitarbeiter an der Botschaft in der Volksrepublik Polen. Anschließend war er zwischen dem 13. April 1977 und 1980 als Konsul erstmals am Generalkonsulat in Sydney sowie daraufhin in der Zentrale des Auswärtigen Amtes in Bonn beim Leiter der Unterabteilung 2 A (Beauftragter der Bundesregierung für Fragen der Abrüstung und Rüstungskontrolle), Botschafter Friedrich Ruth tätig, ehe er von 1983 bis 1986 als stellvertretender Generalkonsul abermals eine Verwendung am Generalkonsulat in Sydney fand. Im Anschluss war er zwischen 1986 und 1987 Mitarbeiter der deutschen Delegation bei der UN-Abrüstungskonferenz UNCD (UN Conference on Disarmament) in Genf sowie nach einer neuerlichen Verwendung von 1987 bis 1990 als Vortragender Legationsrat Erster Klasse in der Zentrale des Auswärtigen Amtes zwischen 1990 und 1993 Ständiger Vertreter des Botschafters in Kamerun.
1993 löste Bolewski Nils Grueber als Botschafter in Jamaika ab und verblieb auf diesem Posten bis 1997, woraufhin Adolf Ederer seine Nachfolge antrat. Als solcher war er zugleich als Botschafter in Bahamas und Belize akkreditiert. Er fungierte zudem in Personalunion als Generalkonsul für die Cayman Islands und für die Turks- und Caicosinseln sowie als Ständiger Vertreter bei der in Kingston ansässigen Internationalen Meeresbodenbehörde. Nach Beendigung dieser Funktionen wurde er 1997 Ständiger Vertreter des Botschafters in Pakistan und war als solcher auch für die bis 2001 nicht besetzte Botschaft in Afghanistan zuständig. Zuletzt war er von 2003 bis 2006 stellvertretender Chef des Protokolls im deutschen Auswärtigen Amt und damit Stellvertreter des Leiters der Protokollabteilung, Bernhard von der Planitz. 2008 wurde er Honorarprofessor für Völkerrecht und Diplomatie an der Freien Universität Berlin.

## Veröffentlichungen
- Zur Bindung deutscher Gerichte an Äußerungen und Maßnahmen ihrer Regierung auf völkerrechtlicher Ebene, Dissertation, Universität Marburg, 1971
- Diplomatischer Kurier: völkerrechtliches Instrument und Gefahren seines Missbrauchs, in: Archiv des Völkerrechts, 43 (2005), Heft 4, S. 537–553
- Diplomacy and international law in globalized relations, Springer-Verlag Berlin, Heidelberg, New York, 2007, ISBN 978-3-540-71100-1[6] (Google Books)